# Un prof pas comme les autres 2
Série
Un prof pas comme les autres
(2013) Un prof pas comme les autres 3
(2017)
Pour plus de détails, voir Fiche technique et Distribution.
Un prof pas comme les autres 2 (Fack ju Göhte 2 en version originale) est une comédie allemande, réalisée par Bora Dagtekin.
Il s'agit de la suite de Un prof pas comme les autres, sortie en 2013.

## Synopsis
Zeki Müller (Elyas M'barek) est toujours prof au Lycée Goethe et toujours amoureux d'Elisabeth "lisi" Shnabelstedt (Karoline Herfurth). Gudrun, la proviseur, (Katja Riemann) est en concurrence avec Erika, la proviseur du lycée Schiller. Toutes deux veulent gagner la campagne de "Lehrer Werden" traduit littéralement par "Devenir Enseignant" qui ferait un gros coup de pub pour le lycée gagnant. Pour honorer son image, Schiller envoie des dons pour des petits Thaïlandais et soutient une école partenaire. Un jour Zeki apprend la mort d'un de ses complices lors du casse qu'il a fait 14 mois plus tôt. Le défunt avait laissé une lettre pour Zeki :
"Au cas où je ne sortirais pas vivant d'ici sache que le butin est dans ton réservoir."
Zeki prend donc le butin, mais il doit attendre que les 3ème B passent leur BAC et après il pourra avoir son bar qu'il veut s'offrir. En attendant il décide de cacher les diamants dans la mascotte du lycée qui comporte une fermeture à l'arrière. Lisi va alors prendre toutes les peluches pour les mettre dans le conteneur en direction de la Thaïlande. Zeki va donc vouloir organiser un voyage en Thaïlande pour récupérer son magot.

## Fiche technique
Sauf indication contraire, les informations mentionnées dans cette section peuvent être confirmées par la base de données cinématographiques IMDb,  présente dans la section « Liens externes ».
- Titre original : Fack ju Göhte 2
- Réalisation : Bora Dagtekin
- Scénario : Bora Dagtekin
- Costumes : Regina Tiedeken
- Décors : Ernestine Hipper , Cara Hünnekes, Wanchat Praingam
- Musique : Martin Haene
- Montage : Charles Ladmiral
- Production : Narimon Atibaed , Bora Dagtekin , Tina Kringer , Martin Moszkowicz , Lena Schömann , Bernhard Thür
- Sociétés de production : Constantin Film, Rat Pack Filmproduktion
- Sociétés de distribution : Constantin Film
- Pays d'origine :  Allemagne
- Langue originale : allemand, anglais, thaï
- Format : Couleur
- Genres : Comédie
- Durée : 115 minutes
- Dates de sortie :
  - Allemagne : 10 septembre 2015
  - France : 2017

## Distribution
- Elyas M'Barek (VFB : Nicolas Matthys) : Zeki Müller
- Karoline Herfurth (VFB : Audrey d'Hulstère) : Elisabeth « Lisi » Schnabelstedt
- Katja Riemann (VFB : Stéphane Excoffier) : Gudrun Gerster
- Volker Bruch (VFB : Sébastien Hébrant) : Hauke Wölki
- Jana Pallaske (VFB : Séverine Cayron) : Charlie
- Alwara Höfels (de) (VFB : Marcha van Boven) : Caro Meyers
- Jella Haase (VFB : Élisabeth Guinand) : Chantal Ackermann
- Max von der Groeben (VFB : Pierre Lognay) : Daniel « Danger » Becker
- Anna Lena Klenke (VFB : Marie du Bled) : Laura Schnabelstedt
- Gizem Emre (VFB : Mélissa Windal) : Zeynep
- Aram Arami (de) (VFB : Grégory Praet) : Burak
- Uschi Glas (VFB : Myriam Thyrion) : Ingrid Leimbach-Knorr
- Lucas Reiber (VFB : Emmanuel Dekoninck) : Etienne
- Runa Greiner (de) (VFB : Helena Coppejans) : Meike
- Johannes Nussbaum (de) (VFB : Gauthier de Fauconval) : Cédric
- Zsá Zsá Inci Bürkle (VFB : Sophie Frison) : Silke
- Farid Bang : Paco

Version française dirigée par Raphaël Anciaux au studio Berthelot (Belgique), d'après une adaptation des dialogues de Vanessa Azoulay. Informations prélevées du carton du doublage français.

## Production

### Attribution des rôles
En 2014, le producteur Martin Moszkowicz confirme le retour des acteurs Elyas M'Barek, Karoline Herfurth et Katja Riemann, ainsi que la plupart des acteurs jouant le rôle des élèves.

### Tournage
Le tournage a débuté le 22 février 2015 et a duré 41 jours comme pour le premier film. Le film a été principalement tourné en Thaïlande, sur des plages et dans la capitale. Le lycée Lise-Meitner d'Unterhaching a servi de décor pour le lycée Goethe du film, comme pour le premier film. Certaines scènes ont été tournées à Munich et Berlin.

## Suite
Le réalisateur Bora Dagtekin et l'acteur Elyas M'Barek ont confirmé le 27 janvier 2017, un troisième et dernier film de Fack ju Göhte. Un prof pas comme les autres 3 sort le 26 octobre 2017 en Allemagne.